# Шутенко Юлія Миколаївна
Шутенко Юлія Миколаївна (нар. 11 листопада 1980, смт Теплик, Вінницька область) — науковиця, поетеса, музикантка та солістка. Кандидат філологічних наук.

## Освіта та наукова діяльність
У 2002 році закінчила КНУ імені Тараса Шевченка: філолог, спеціальність «українська мова і література, фольклористика».
З 2005 року навчається в аспірантурі Інституту філології КНУ імені Тараса Шевченка.
У 2007 році захистила дисертацію «Фольклорна традиція та авторське „Я“ в поезії Василя Голобородька» (монографія побачила світ у 2007 році). Подальші наукові зацікавлення — фольклорно-літературні взаємини, психологія творчості, символіка поезії.

## Книги
- Студії з філології. 2000
- Піду до зірок: поезії. 1995.
- Небо душі: поезії. 1998.
- Білокрила дорога: поезії (післямова Д. Чередниченка). 2003.
- Теплі історії про дива, коханих і рідних (упорядкування збірки оповідань серії «Теплі історії»). 2013.
- Теплі історії про кохання (упорядкування збірки оповідань серії «Теплі історії»). 2014.
- Подвижник (ювілейний науковий збірник на пошану Миколи Дмитренка: (до 60-річчя від дня народження). 2015.
- Теплі історії. Він і вона (упорядкування збірки оповідань серії «Теплі історії»). 2017.

## Мистецька та громадська діяльність
Член літературного об'єднання «Радосинь» з 1997. Член НСПУ з 2004.
Керівник вокально-інструментального гурту «Кроки» (альбоми «Кроки», 2002, «Володар Таємниць», 2007, "Еники-беники, 2010).

## Відзнаки
- Премія НАН України для молодих вчених. 2001.
- Заслужений вчитель України. 2018.